# Procoryphus
Genre
Procoryphus est un genre d'opilions laniatores de la famille des Assamiidae.

## Distribution
Les espèces de ce genre sont endémique du Congo-Kinshasa.

## Liste des espèces
Selon World Catalogue of Opiliones (20/06/2021) :
- Procoryphus multispinatus Roewer, 1950
- Procoryphus straeleni Roewer, 1952

## Publication originale
- Roewer, 1950 : « Opiliones und Solifuga aus Belgisch Congo. » Revue de Zoologie et de Botanique Africaines, vol. 44, no 1, p. 30–55.